# Ръжена бира
Ръжената бира известна и като Роген бира (на немски: Roggenbier; на английски: Rye beer) е вид специална бира, тип ейл, която се прави на основата на малц от ръж, със съдържание на алкохол от 4 до 6 об. %. Ръжената бира основно се произвежда в Германия, но е популярна и в други страни в Западна Европа, Финландия и САЩ.

## История
През Средновековието ръжената бира е широко разпространена в Германия. С въвеждането на Райнхайтсгебот през 1516 г., производството на ръжена и пшенична бира е спряно, тъй като и ръжта и пшеницата са важни за хлебопроизводството и изхранването на населението. Така за няколко столетия производството на бира от ръж е почти забравено. Ръжена бира е сварена в настоящия ѝ вид през втората половина на ХІХ век първоначално в баварския град Регенсбург, като своеобразен вариант на вида дункелвайцен, в която вместо пшеничен се използва ръжен малц.

## Характеристика
Ръженият малц обикновено е около 50 %, но в някои марки бира достига до 60 – 65 %. Останалата част е ечемичен светъл малц, ечемичен мюнхенски малц или пшеничен малц. Вайцен дрождите, които се използват при производството на ръжена бира придават характерни аромати на банан, цитруси и карамфил. За горчивина, вкус и аромат се използват благородни сортове хмел.
Цветът на ръжената бира варира от светло меднооранжев до тъмночервен или червенокафяв. Образува обилна кремообразна кремава до жълтокафява плътна и трайна пяна. Течността е мътна и непрозрачна. Вкусът е зърнист, леко кисел, с изразен вкус на ръж или ръжен хляб.
Алкохолно съдържание: 4 – 6 %.

## Марки ръжена бира
Типични търговски марки са: Paulaner Roggen, Bier Paul 03 Roggenbier, Bluegrass Roggenbier, Brigitta-Bräu Roggenbier, Bürgerbräu Wolnzacher Roggenbier, Michaeli Bräu Roggen, Ottos Roggen, Ottos Roggenbock, Pfarrbräu Roggenbier, Pöllinger Roggen, Real Ale Dunkelroggen, Real Ale Roggenbier, Red Brick Solstice Roggenbock, Red Rock Roggen Rock, Bubes Roggenboch, Buffalo Roggen, Bullfrog Roggen Roll и др.